# Élections législatives de 1978 dans la Mayenne
Les élections législatives françaises de 1978 se déroulent les 12 et 19 mars 1978. Dans le département de la Mayenne, trois députés sont à élire dans le cadre de trois circonscriptions.

## Élus
| Circonscription | Député sortant    | Parti | Parti | Député élu ou réélu      | Parti | Parti    |
| --------------- | ----------------- | ----- | ----- | ------------------------ | ----- | -------- |
| 1re             | Pierre Buron      |       | RPR   | François d'Aubert        |       | UDF (PR) |
| 2e              | Henri de Gastines |       | RPR   | Henri de Gastines        |       | RPR      |
| 3e              | Bertrand Denis    |       | RI    | René Boullier de Branche |       | UDF (PR) |

## Résultats

### Résultats à l'échelle du département
| Parti          | Parti                              | Premier tour | Premier tour | Second tour | Second tour | Sièges |
| Parti          | Parti                              | Voix         | %            | Voix        | %           | Sièges |
| -------------- | ---------------------------------- | ------------ | ------------ | ----------- | ----------- | ------ |
|                | Union pour la démocratie française | 55 504       | 36,27        | 35 522      | 57,29       | 2      |
|                | Rassemblement pour la République   | 36 827       | 24,06        |             |             | 1      |
|                | Divers droite                      | 1 700        | 1,11         | 0           |             |        |
|                | Majorité présidentielle            | 94 031       | 61,44        | 35 522      | 57,29       | 3      |
|                |                                    |              |              |             |             |        |
|                | Parti socialiste                   | 43 087       | 28,15        | 26 483      | 42,71       | 0      |
|                | Parti communiste français          | 9 325        | 6,09         |             |             | 0      |
|                | Union de la gauche                 | 52 412       | 34,25        | 26 483      | 42,71       | 0      |
|                |                                    |              |              |             |             |        |
|                | Extrême gauche                     | 3 907        | 2,55         |             |             | 0      |
|                | Divers écologiste                  | 1 388        | 0,91         | 0           |             |        |
|                | Parti socialiste unifié            | 1 304        | 0,85         | 0           |             |        |
|                |                                    |              |              |             |             |        |
| Inscrits       | Inscrits                           | 181 960      | 100,00       | 73 318      | 100,00      | 3      |
| Abstentions    | Abstentions                        | 24 368       | 13,39        | 10 081      | 13,75       |        |
| Votants        | Votants                            | 157 592      | 86,61        | 63 237      | 86,25       |        |
| Blancs et nuls | Blancs et nuls                     | 4 550        | 2,89         | 1 232       | 1,95        |        |
| Exprimés       | Exprimés                           | 153 042      | 97,11        | 62 005      | 98,05       |        |

### Résultats par circonscription

#### Première circonscription (Laval)
| Candidat       | Candidat              | Parti          | Premier tour | Premier tour | Second tour | Second tour |  |
| Candidat       | Candidat              | Parti          | Voix         | %            | Voix        | %           |  |
| -------------- | --------------------- | -------------- | ------------ | ------------ | ----------- | ----------- |  |
|                | François d'Aubert élu | UDF (PR)       | 27 450       | 45,02        | 35 522      | 57,29       |  |
|                | André Pinçon          | PS             | 20 357       | 33,39        | 26 483      | 42,71       |  |
|                | Noëlle Dewavrin       | RPR            | 4 785        | 7,85         |             |             |  |
|                | Jacques Poirier       | PCF            | 4 362        | 7,15         |             |             |  |
|                | Anne-Marie Letort     | PSU (FA)       | 1 304        | 2,14         |             |             |  |
|                | Françoise Brunet      | LO             | 1 115        | 1,83         |             |             |  |
|                | Gildas Mellac         | PSD            | 979          | 1,61         |             |             |  |
|                | Jean-Luc Painaut      | LCR            | 314          | 0,51         |             |             |  |
|                | M. Costenoble         | Divers droite  | 309          | 0,51         |             |             |  |
|                |                       |                |              |              |             |             |  |
| Inscrits       | Inscrits              | Inscrits       | 73 318       | 100,00       | 73 318      | 100,00      |  |
| Abstentions    | Abstentions           | Abstentions    | 10 538       | 14,37        | 10 081      | 13,75       |  |
| Votants        | Votants               | Votants        | 62 780       | 85,63        | 63 237      | 86,25       |  |
| Blancs et nuls | Blancs et nuls        | Blancs et nuls | 1 805        | 2,88         | 1 232       | 1,95        |  |
| Exprimés       | Exprimés              | Exprimés       | 60 975       | 97,12        | 62 005      | 98,05       |  |

#### Deuxième circonscription (Château-Gontier)
|                | Henri de Gastines sortant réélu | RPR            | 32 042 | 68,64  |  |  |  |
|                | François Morin                  | PS             | 10 167 | 21,78  |  |  |  |
|                | Philippe Delahaie               | PCF            | 2 824  | 6,05   |  |  |  |
|                | Colette Grandin                 | LO             | 1 645  | 3,52   |  |  |  |
|                |                                 |                |        |        |  |  |  |
| Inscrits       | Inscrits                        | Inscrits       | 55 587 | 100,00 |  |  |  |
| Abstentions    | Abstentions                     | Abstentions    | 7 367  | 13,25  |  |  |  |
| Votants        | Votants                         | Votants        | 48 220 | 86,75  |  |  |  |
| Blancs et nuls | Blancs et nuls                  | Blancs et nuls | 1 542  | 3,2    |  |  |  |
| Exprimés       | Exprimés                        | Exprimés       | 46 678 | 96,8   |  |  |  |

#### Troisième circonscription (Mayenne)
|                | René Boullier de Branche élu | UDF (PR)          | 28 054 | 61,81  |  |  |  |
|                | Claude Leblanc               | PS                | 12 563 | 27,68  |  |  |  |
|                | Marc Marillaud               | PCF               | 2 139  | 4,71   |  |  |  |
|                | Reginald Pickersgill         | Divers écologiste | 1 388  | 3,06   |  |  |  |
|                | Jacques Volant               | LO                | 833    | 1,84   |  |  |  |
|                | M. Petit                     | Divers droite     | 412    | 0,91   |  |  |  |
|                |                              |                   |        |        |  |  |  |
| Inscrits       | Inscrits                     | Inscrits          | 53 055 | 100,00 |  |  |  |
| Abstentions    | Abstentions                  | Abstentions       | 6 463  | 12,18  |  |  |  |
| Votants        | Votants                      | Votants           | 46 592 | 87,82  |  |  |  |
| Blancs et nuls | Blancs et nuls               | Blancs et nuls    | 1 203  | 2,58   |  |  |  |
| Exprimés       | Exprimés                     | Exprimés          | 45 389 | 97,42  |  |  |  |